# فابری فیبرا
فابریزیو تاردوچی (به ایتالیایی: Fabrizio Tarducci) (متولد ۱۷ اکتبر ۱۹۷۶)، معروف به فابری فیبرا (به ایتالیایی: Fabri Fibra)، خواننده رپ ایتالیایی است. آهنگ‌های او تا به حال بیش از ۲ میلیون بار به فروش رفته‌اند.

## زندگی‌نامه
تاردوچی در سنیگالیا، مارکه زاده شد. او در کودکی به موسیقی علاقه‌مند شد و نخستین آهنگ خود را در سن ۱۷ سالگی نوشت و اجرا کرد.
در سال ۱۹۹۵ او نخستین آهنگ آزمایشی خود را ضبط کرد.
فابری فیبرا به دنبال موفقیت زیرزمینی خود شروع به اجرای برنامه در نقاط مختلف ایتالیا کرد. در سال ۲۰۰۰ وی انتشارات و گروه خود را با نام Teste Mobili Records (کله‌های بادی رکوردز) بنا نهاد و با گروه‌های گوناگون رپ ایتالیایی همکاری کرد. وی در کار خود بیش از ۲ میلیون نسخه مجاز به فروش رسانده‌است.

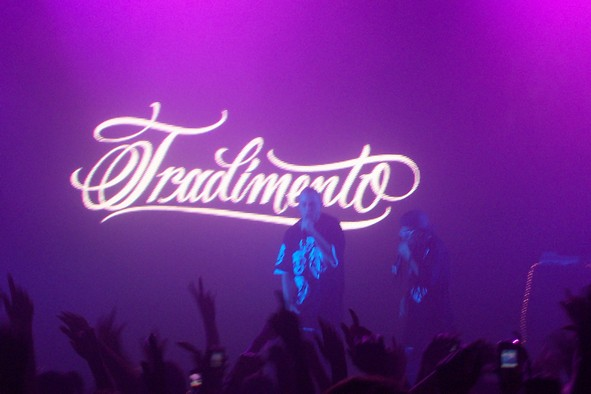
فابری فیبرا اجرای زنده در سال ۲۰۰۶ در فلورانس.

## آهنگ‌شناسی

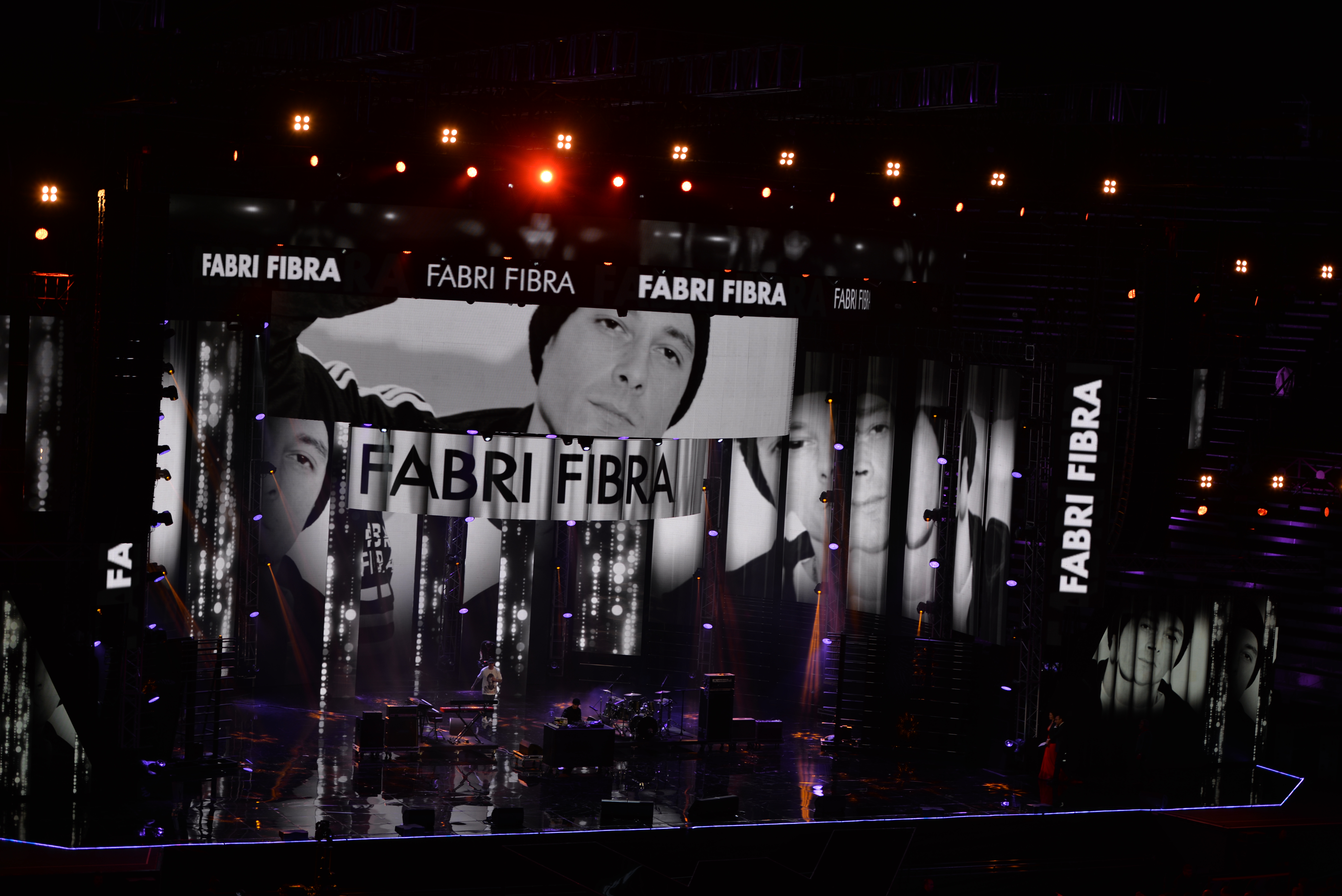
برنامه زنده فابری فیبرا در تماشاخانه ورونا در سال ۲۰۱۶

### با یومینی دی ماره
- 1997 - Dei di mare quest'el gruv
- 1999 - Sindrome di fine millennio
- 2000 - Sindrome di fine millennio (EP)
- 2004 - Lato & Fabri Fibra (EP)

### با بازلی کلیک
- ۲۰۰۱ - «آلبوم»

### با تست موبلی
- ۲۰۰۱ - آمیخت دینامیت

### با Qustodi del tempo
- 1997 - Il rapimento del Vulplà

### با راپستار
- ۲۰۱۲ - غیر رایگان

### آثار تکی
آلبوم‌های استودیویی
- 2002 - Turbe giovanili
- ۲۰۰۴ - آقای سیمپاتیا
- 2006 - Tradimento
- ۲۰۰۷ - بوگیاردو
- 2009 - Chi vuole essere Fabri Fibra؟
- 2010 - Controcultura
- 2013 - Guerra e Pace
- 2015 - Squallor
- 2017 - Fenomeno

آلبوم‌های زنده
- 2015 - Squallor زنده

گلچین‌ها
- 2019 - Il tempo vola ۲۰۰۲–۲۰۲۰

EP
- 2006 - Pensieri scomodi
- ۲۰۱۰ - حد نصاب
- 2011 - Venerdì ۱۷
- 2012 - Casus belli EP
- 2013 - Rima dopo rima
- 2017 - Masterchef EP
- ۲۰۱۹ - بازده‌ها

## آهنگ‌های تک

### فابری فیبرا
- Applausi per Fibra (2006)
- Mal di Stomaco (2006)
- Idee Stupide (2006)
- Bugiardo (2007)
- La soluzione (2008)
- " در ایتالیا (با جیانا نانینی) "(۲۰۰۸)
- Incomprensioni با حضور Federico Zampaglione (2009)
- Speak English (2009)
- Festa Festa با حضور Crookers & Dargen D'Amico (2010)
- Vip in Trip (2010)
- Tranne Te (2010)
- Qualcuno normale feat Marracash (2011)
- Le Donne (2011)
- L'italiano balla featuring Crookers (2012)
- پرونتی، پارتنزا، ویا! (۲۰۱۲)
- Guerra e pace (2013)
- Ring Ring (2013)
- Panico (2013)
- Bisogna scrivere (2013)
- Niente di personale (2014)
- Il rap nel mio paese (2015)
- Come Vasco (2015)
- Alza il volume (2015)
- Playboy (2015)
- Lo sto facendo (2016)
- Fenomeno (2017)
- Pamplona (2017)
- Stavo pensando a te (2017)
- CVDM (2017)

### با راپستار
- Ci rimani male / Chimica Brother (2012)
- لا لوچ

## جوایز و نامزدی‌ها

### جوایز موسیقی ام‌تی‌وی اروپا
- ۲۰۰۸: نامزد «بهترین بازی ایتالیایی»
- ۲۰۱۱: نامزد «بهترین بازی ایتالیایی»
- ۲۰۱۷: نامزد «بهترین بازی ایتالیایی»

### جوایز موسیقی جهانی
- ۲۰۱۴: نامزدی برای آلبوم "Guerra e Pace" "بهترین آلبوم جهانی"

### جوایز هیپ هاپ ام‌تی‌وی ایتالیا
- ۲۰۱۲: نامزد "بهترین ویدئو" برای ۲ تک آهنگ "L'italiano balla" و La Luce

### جوایز موسیقی ویند
- ۲۰۱۱: "دیسک پلاتین" برای آلبوم Controcultura، جوایز "آهنگ دیجیتال" برای ۲ تک آهنگ "Tranne te" و "Vip in trip"
- ۲۰۱۶: "جایزه ویژه ۱۰ سال آلبوم Tradimento

### جوایز FIMI
- ۲۰۰۸: «جایزه ویژه که برای آلبومی که در نمودارهای FIMI ثبت می‌شود»

### جوایز TIM MTV
- 2017: "MTV Rap Icon"

### جوایز TRL
- ۲۰۱۱: «جایزه سوپرمن»

### Mortal Kombat (مسابقه آزاد ایتالیا)
- ۲۰۰۱: مقام اول

### پلاتین ویژه توسط Universal Music
- ۲۰۱۶: دیسک ویژه پلاتین که توسط Universal Music برای ۲ میلیون طرفدار خود در فیس بوک داده شده‌است "